# Johann Heinrich von Thünen
Johann Heinrich von Thünen, född 24 juni 1783 på godset Kanarienhausen i Oldenburg, död 22 september 1850 på godset Tellow i Mecklenburg-Schwerin, var en tysk nationalekonom.
von Thünen studerade vid ett lantbruksinstitut och under en tid vid Göttingens universitet. Han blev lanthushållare och inköpte 1810 Tellow, som han ägde och brukade fram till sin död. Samtidigt bedrev han djupgående nationalekonomiska studier som resulterade i ett verk som tillförsäkrade honom en plats bland de klassiska nationalekonomerna.
Hans huvudarbete var Der isolirte Staat in Beziehung auf Landwirtschaft und Nationalökonomie (Den isolerade staten med avseende på lantbruk och nationalekonomi 1826) där han undersökte och besvarade frågan om de mest ekonomiska lanthushållningssystemen. Den abstraktion som von Thünen där använde sig av var "den isolerade staten" vilken, skild från den övriga världen genom en odlingsbar vildmark, bestod av en fruktbar och överallt lika bördig jord. Staten saknade segelbara floder, kanaler och järnvägar och i centrum fanns en stad som var centrum för all näringar utom jordbruket.
Den i stor utsträckning stödjande och kontrollerande realiteten bakom denna abstrakta konstruktion var von Thünens eget gods och de från detta mönsterjordbruk föreliggande rönen, inhämtade på grundval av en noggrann bokföring. På det sättet förenade von Thünen deduktionen med induktionen och han gjorde det med matematiska formler.

## Teori

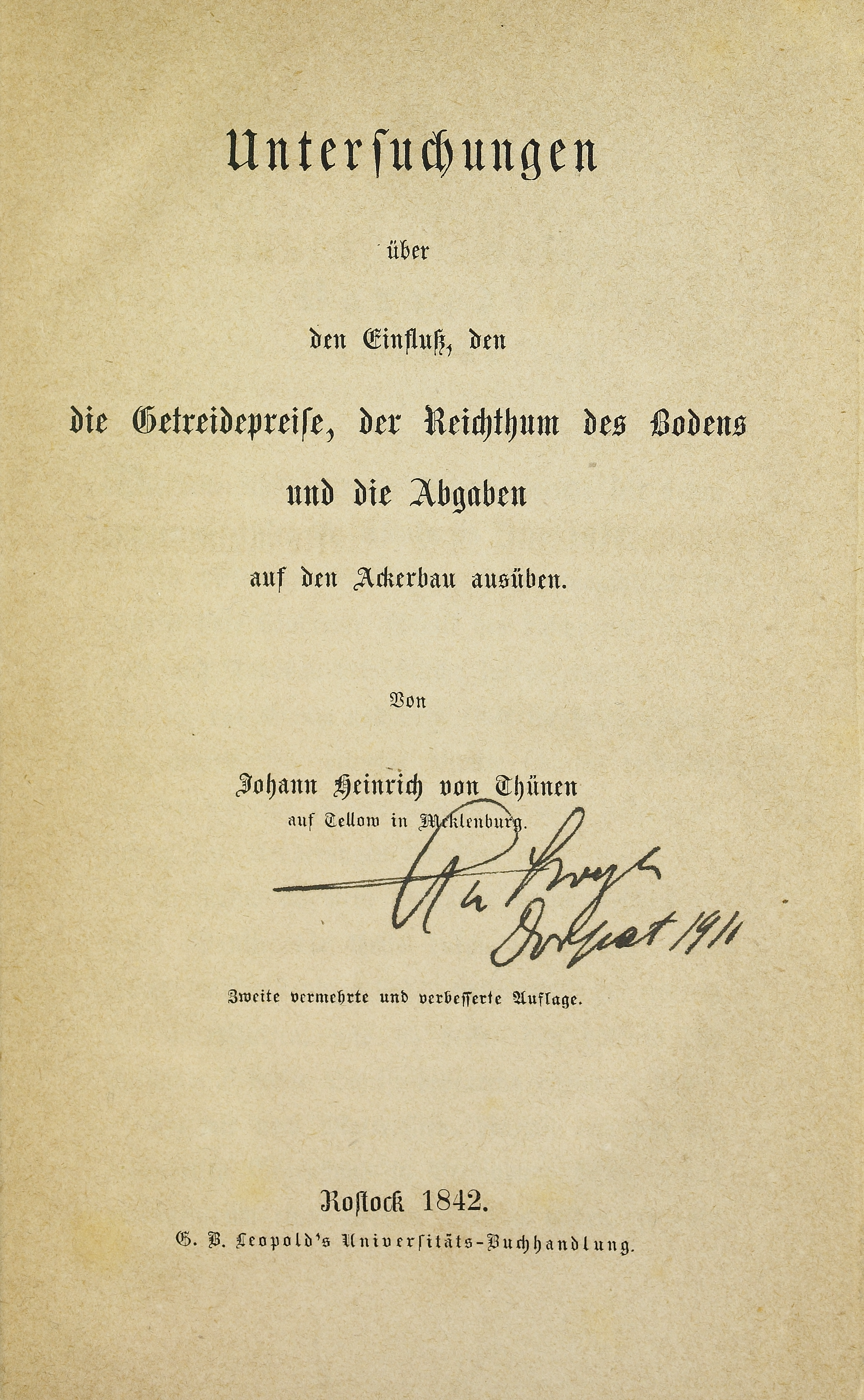
Untersuchungen uber den Einfluss, den die Getrieidepreise, der Reichthum des Zodens und die Abgaben auf den Ackerbau ausuben, 1842

von Thünen ställde upp en jordränteteori som överensstämde med Ricardos även om von Thünen lade större vikt vid själva läget av jorden. von Thünens teori handlade mer om de lämpligaste områdena för olika grenar av lanthushållning, olika lantbrukssystem och olika driftsmetoder. Kring staden i den konstruerade isolerade statens mitt drog han ett antal koncentriska ringar inom vilka olika grenar av lantmannanäringar bedrevs utifrån produkternas lämplighet eller olämplighet för transport samt efter regeln att närmare staden förlades de näringsgrenar vars produkter förenade större volymer med lägre värden. Längre bort från staden lades produkter som hade mindre volymer men högre värden.
I tur och ordning bedrevs följande verksamheter:
1. Närmast staden bedrevs grönsaks- och trädgårdsodling samt mejeriskötsel
2. Lite längre bort bedrevs skogshushållning
3. Därefter fanns tre kretsar för spannmålsproduktion med tilltagande extensitet:
  1. växelbruk
  2. koppelbruk
  3. tredelningsbruk
4. Kreatursskötsel
5. Jakt- och skogsmarker

Ingen särskild produktionsgren eller driftsmetod och inget särskilt hushållningssystem hade absolut företräde framför de andra utan endast ett relativt sådant beroende på avståndet från marknadsorten, produkternas beskaffenhet och värde, arbetets pris, jordmånens egenskaper etcetera.
von Thünen verkade av sina forskningsresultat ha rankat teorin om den naturliga arbetslönen högst. Enligt honom utgjorde den medelproportionalen mellan arbetarens behov och hans arbetsprodukt i överensstämmelse med formeln
{\displaystyle {\sqrt {a\cdot p}}}
Denna lön framgick när han multiplicerade arbetarens oundgängliga behov
- a - räknat i pengar eller spannmål
- p - räknat i produktivitet

Ur produkten drog von Thünen kvadratroten.
Under sådana förhållanden hade både arbetsgivare och arbetare ett gemensamt intresse av en produktionsökning. Men om arbetaren under rådande europeiska förutsättningar inte kunde skaffa sig ett stycke oodlad jord att bruka så följde inte lönen denna regel som skulle skydda honom från nöd och brist. Han blev då tvingad att arbeta för den lön som erbjöds honom. Han skildes från arbetsprodukten och motsättningarna mellan arbetaren och arbetsgivaren skärptes.
I de nordamerikanska fristaterna var däremot denna naturliga arbetslön en verklighet. von Thünen lade fram gränsproduktivitetssynpunkten på fördelningsproblemet så till vida att han i anslutning till lagen om den relativt avtagande avkastningen gjorde arbetslön respektive kapitalränta teoretiskt beroende av den sist anställde arbetarens och den sist placerade lilla kapitaldelens avkastning. Denna tankegång utvecklades sedermera av John Bates Clark.
På sitt gods införde von Thünen vinstandelssystemet. Han utnämndes till filosofie hedersdoktor vid Rostocks universitet. Han tackade av hälsoskäl nej till ett mandat i riksförsamlingen i Frankfurt.